# Polypodium okuboi
Polypodium okuboi là một loài thực vật có mạch trong họ Polypodiaceae. Loài này được Yatabe miêu tả khoa học đầu tiên năm 1891.